# Foreste di conifere dei monti Khangai
L'ecoregione delle foreste di conifere dei monti Khangai (codice ecoregione: PA0512) copre i versanti settentrionali dell'omonima catena montuosa della Mongolia centrale. Le fredde foreste temperate consentono la sopravvivenza a popolazioni di alci, wapiti, cinghiali, lupi e orsi bruni. La diversità di piante e animali ha tratto beneficio dal relativo isolamento e dalla scarsa popolazione umana nell'area.

## Geografia
L'ecoregione è molto piccola: si estende per appena 100 km da est ad ovest e per 25 km da nord a sud. Copre i versanti settentrionali e le vallate della catena dei Tarvagatai dei monti Khangai, ad altitudini di 2000-2600 m. I fiumi che scorrono nelle vallate drenano i versanti mentre scorrono verso nord, gettandosi nel fiume Ider, che scorre poco al di là del confine settentrionale dell'ecoregione.

## Clima
Nell'ecoregione prevale un clima semiarido freddo (BSk secondo la classificazione dei climi di Köppen), caratteristico delle steppe più umide, dove in genere i livelli delle precipitazioni sono superiori a quelli dell'evapotraspirazione. Almeno un mese all'anno presenta temperature medie inferiori a 0 °C.

## Flora e fauna
L'ecoregione è costituita da una sottile striscia di taiga; le pendici che si elevano al di sopra delle valli sono generalmente ammantate di larici siberiani (Larix sibirica) e cedri. Nelle foreste di cedri prosperano alci (Alces alces) e moschi (Moschus moschiferus). Altre specie degne di nota, tralasciando insettivori e roditori, sono il cinghiale (Sus scrofa), il wapiti (Cervus canadensis), lo scoiattolo comune (Sciurus vulgaris), il tamia siberiano (Eutamias sibiricus), la lepre variabile (Lepus timidus), l'orso bruno (Ursus arctos) e lo zibellino (Martes zibellina). Nelle foreste di larici e in quelle miste di larici e cedri vivono per lo più il wapiti (Cervus elaphus), il capriolo siberiano (Capreolus pygargus), il cinghiale (Sus scrofa), il tamia siberiano (Eutamias sibiricus), l'arvicola di Sundevall (Craseomys rufocanus), lo scoiattolo volante della Russia (Pteromys volans), l'arvicola dalla testa stretta (Lasiopodomys gregalis) e il lemming delle foreste (Myopus schisticolor).

## Popolazione
L'ecoregione delle foreste di conifere dei monti Khangai è scarsamente popolata: la presenza umana si concentra soprattutto nei piccoli insediamenti e nelle comunità nomadi dedite alla pastorizia, che utilizzano le vallate per il pascolo di cavalli, bovini, ovini e caprini durante la stagione estiva. L'asprezza del clima, la breve stagione vegetativa e la natura accidentata del territorio hanno sempre limitato l'insediamento stabile e le attività agricole, favorendo una bassa densità demografica. I centri abitati permanenti sono pochi e situati generalmente ai margini dell'ecoregione, mentre le aree montane e forestali sono frequentate solo stagionalmente dai pastori. Questa scarsa antropizzazione ha contribuito alla conservazione degli habitat naturali e della ricca biodiversità locale.

## Aree protette
Parte dell'ecoregione ricade entro i confini del parco nazionale Tarvagatai Nuruu.